# Riis Skov
Riis Skov er en mindre byskov på ca. 80 ha umiddelbart nord for Aarhus Havn. Den har givet navn til forstaden Risskov.

## Skovens historie
Dronning Margrete 1. sikrede allerede i 1395 skoven for Aarhus ved at fastlægge afgrænsningen af bymarken, så den sydlige del af Riis Skov overgik til Aarhus by. Den nordlige del af skoven blev skænket til byen i 1542 af kong Christian 3. Riis Skov var frem til 1800-tallet af stor betydning som leverandør af egetømmer til anlæg af og vedligeholdelse af kajerne i byens gamle åhavn, og enkelte steder i skoven kan man opleve store ege med mere end 200 år på bagen.
Skoven er blevet brugt som lystskov langt tilbage i tiden. I midten af 1800-tallet var der servering, sommerforlystelser og musik tre forskellige steder i skoven – ved Salonen, som nu hedder Sjette Frederiks Kro, ved et traktørstedet Selskabspavillonen på Ferdinands Plads og ved Riis Skov-pavillonen, hvor der i dag er vandrerhjem.
Om foråret lugter Riis Skov skarpt af de mange ramsløg, som dækker næsten hele skovbunden i området. Ramsløget skulle efter sigende være kommet hertil med de spanske soldater, der slog lejr ved Aarhus i 1808 i forbindelse med Napoleonskrigene. Men historien er måske bare en myte. Ramsløg har vi i hvert fald haft som plante i Danmark lige siden bondestenalderen og højst sandsynlig før. Planten er i dag hjemmehørende i det meste af Europa og helt over til Kaukasus.
I oktober 1951 eksploderede en meteorit i atmosfæren over Danmark, og et stykke på størrelse med en knyttet barnehånd blev fundet i Riis Skov, hvor der nu står en mindesten for begivenheden. Stenen, der er et af kun fire tilsvarende fund i Danmark, opbevares nu på Geologisk Museum i København.

## Skoven i dag
Riis Skov er i dag en udpræget løvskov domineret af bøg. Der er dog også områder med både nåleskov og sump, så der er en stor natur-variation på et forholdsvist lille areal, sådan som skoven fremstår i dag. Fra de høje skrænter er der udsigt over Aarhus Bugt, og neden for Sjette Frederiks Kro ligger Den Permanente Badeanstalt, som er et af byens mest populære badesteder.
Der er to store arealer afsat til leg, motion og rekreative formål; Skovtoften i syd og Tumlepladsen ved Ferdinandspladsen. Områderne bruges til grill, udflugt, fodbold, børnehave- og skoleaktiviteter, motion, hundeluftning, picnics, solbadning og almindelige rekreative formål af enhver art. Ved særlige lejligheder afvikles her store arrangementer som taler, grundlovsmøder, demonstrationer, musikarrangementer, fejringer med mere.
I skoven er der et vej- og stisystem med to klart afmærkede motionsruter; rød og gul rute på henholdsvis 3,3 og 4,7 km.

Ved skovens hovedindgang ved Marienlund er der et lille ishus, som har mange besøgende om sommeren, især under diverse løbekonkurrencer og lignende.
I Selskabspavillonen på Ferdinandspladsen, holder Aarhus Borgerlige Skydeselskab til. Der drives dog også en cateringservice fra bygningen. Bagved pavillonen, var der tidligere dyrepark fra 1936 frem til 1984-85 og herefter blev området brugt som offentlig hundeskov, der dog blev nedlagt i 1998. Skydeselskabet har nyligt renoveret skydebane her, og området er ikke længere offentligt tilgængeligt.
Sjette Frederiks Kro eksisterer stadig i dag som det eneste tilbageværende traktørsted i skoven. Kroen har en interessant historie med tråde til kulturlivet før i tiden over en bred kam. Det kan der bl.a. læses om i Tage Skou-Hansens roman De Nøgne Træer, der beretter om miljøet her i efterkrigstiden. Dengang hed det "Strandkroen" og der blev jævnligt afholdt jazzaftener bl.a. via foreningen 'Musiske Studenter' som et af de første steder i Aarhus.

## Galleri
Naturen
- Nyudsprunget bøg. Et karakteristisk træ i skoven.
- Ramsløg dækker store dele af skovbunden om foråret.
- Skoven er karakteriseret ved en række skrænter i området ud mod kysten.
- Væltet bøgetræ. Væltede og døde træer får nu ofte lov at ligge hen i Riis Skov, til gavn for biodiversiteten.
- Pjat-dam. Én af de små skovsøer i den nordlige ende.
- Fra birke-sumpen.

Kulturen
- Hovedindgangen.
- Afmærkede løberuter (gul rute)
- Tumlepladsen.
- Boldbane
- Pavillonen
- Skydepavillonen på Ferdinands Plads
- Udsigten ved Skovtoften